# Jurij Kłen
Jurij Kłen ukr. Юрій Клен, właściwie Oswald Burhardt, ukr. Освальд Бургардт (ur. 4 października 1891 roku we wsi Serbyniwci w guberni wołyńskiej, zm. 30 października 1947 roku w Augsburgu) – ukraiński poeta, literaturoznawca, tłumacz, krytyk literacki, wykładowca akademicki, tłumacz Wehrmachtu podczas II wojny światowej. Jeden z przedstawicieli rozstrzelanego odrodzenia.

## Życiorys
Pochodził z rodziny niemieckich kolonistów. Od 1911 roku studiował filologię słowiańską i historię literatury na Uniwersytecie Kijowskim. Po wybuchu I wojny światowej został wraz z rodziną zesłany do guberni archangielskiej. W 1918 roku powrócił do Kijowa, gdzie wznowił studia. Ukończył je w 1920 roku. Podjął pracę nauczyciela w technikum społeczno-ekonomicznym w Baryszówce. Jednocześnie zaczął pisać wiersze i inne utwory literackie, przyjmując pseudonim Jurij Kłen. Po pewnym czasie przeszedł do pracy w Kijowskim Instytucie Oświaty Ludowej, w którym w 1930 roku stworzył katedrę sztuk plastycznych. Był też członkiem Wszechukraińskiej Akademii Nauk. W 1931 roku wyemigrował do Niemiec. W 1936 roku uzyskał tam tytuł doktora. 
Po ataku III Rzeszy na ZSRR służył jako tłumacz w sztabie 17 Armii Wehrmachtu na froncie wschodnim. Został zwolniony ze służby wojskowej z powodów zdrowotnych. Od 1943 roku wykładał na Ukraińskim Wolnym Uniwersytecie w Pradze, a następnie na uniwersytecie w Innsbrucku. Centralnym tematem jego twórczości były tragiczne losy ukraińskiej kultury w okresie stalinizmu. Tłumaczył też z języka angielskiego, niemieckiego i francuskiego.
Był autorem m.in. poematu Proklati roky (1937), zbioru wierszy Karaweły (1943), epopei Popił imperij (1943-1947), eseju Spohady pro neokłasykiw (1946).